# Spectabilis
Spectabilis era un rang honorífic de l'Imperi Romà, dins de l'orde senatorial romà, inicialment sota Constantí el Gran, però desenvolupat i consolidat en els següents seixanta anys. Els grans rangs eren clarissimi, spectabilis i illustris, i el portaven els membres de l'orde senatorial segons el càrrecs que havien tingut abans. Els que tenien el càrrec de spectabilis (els spectabiles) havien estat vicaris, procònsols i comites del consistori. Clarissimi era de rang inferior i illustris superior; la classificació va quedar determinada el 372 i amb molt poques modificacions mantinguda després; els illustres eren els únics que participaven en les reunions del senat.